# Dyrektoriat
Dyrektoriat (fr. Directoire) – pięcioosobowy rządowy organ egzekutywy w schyłkowym okresie rewolucji francuskiej (1789–1799), ustanowiony w 1795 r. przez Konwent Narodowy, który następnie, na mocy konstytucji roku III  rozwiązał i przekształcił w dwuizbowy parlament złożony z Rady Starszych i Rady Pięciuset. Funkcjonował do przewrotu 18 brumaire’a, dokonanego 18 brumaire’a VIII roku Republiki (tj. 9 XI 1799) przez Napoleona Bonapartego.
W szerszym znaczeniu – okres w dziejach Francji od obalenia jakobinów na czele z Robespierre'em do zamachu stanu Napoleona (1794–1799).

## Lista dyrektorów
Lista dyrektorów Republiki francuskiej (jednocześnie urzędowało pięciu):
| Członek Dyrektoriatu                 |  | Początek członkostwa | Zakończenie członkostwa | Uwagi                               |
| ------------------------------------ |  | -------------------- | ----------------------- | ----------------------------------- |
| Paul Barras                          |  | 2 listopada 1795     | 10 listopada 1799       | dyrektor do przewrotu 18 brumaire’a |
| Louis Marie de La Révellière-Lépeaux |  | 2 listopada 1795     | 18 czerwca 1799         | zastąpiony przez Ducosa             |
| Étienne-François Letourneur          |  | 2 listopada 1795     | 26 maja 1797            | zastąpiony przez Barthélemy         |
| Jean-François Rewbell                |  | 2 listopada 1795     | 19 maja 1799            | zastąpiony przez Sieyèsa            |
| Lazare Carnot                        |  | 4 listopada 1795     | 5 września 1797         | zastąpiony przez Merlina            |
| François Barthélemy                  |  | 26 maja 1797         | 5 września 1797         | zastąpiony przez Neufchâteau        |
| Philippe-Antoine Merlin              |  | 8 września 1797      | 18 czerwca 1799         | zastąpiony przez Moulina            |
| François de Neufchâteau              |  | 9 września 1797      | 19 maja 1798            | zastąpiony przez Treilharda         |
| Jean Baptiste Treilhard              |  | 20 maja 1798         | 17 czerwca 1799         | zastąpiony przez Gohiera            |
| Emmanuel-Joseph Sieyès               |  | 20 maja 1799         | 10 listopada 1799       | dyrektor do przewrotu 18 brumaire’a |
| Louis-Jérôme Gohier                  |  | 17 czerwca 1799      | 10 listopada 1799       | dyrektor do przewrotu 18 brumaire’a |
| Pierre Roger Ducos                   |  | 19 czerwca 1799      | 10 listopada 1799       | dyrektor do przewrotu 18 brumaire’a |
| Jean-François-Auguste Moulin         |  | 20 czerwca 1799      | 10 listopada 1799       | dyrektor do przewrotu 18 brumaire’a |